# Добровольский, Владимир Николаевич
Владимир Николаевич Добровольский (30 июля [11 августа] 1856, с. Красносвятское, Смоленская губерния — 7 марта 1920) — русский этнограф, краевед, фольклорист, исследователь обычаев и языка смоленских, орловских и калужских крестьян. Член-сотрудник Русского Географического общества. Автор Смоленского Этнографического сборника, Смоленского областного словаря, множества статей.

## Биография
В 12 лет Володю Добровольского определили в Смоленскую гимназию. В 1876 году он окончил курс обучения, подал документы и поступил в Петербургский университет на филологический факультет. Из-за тяжёлой болезни он вынужден был перевестись в Московский университет, чтобы быть ближе к Смоленщине. В преподавательский состав Московского университета входили известные в Европе профессора Ф. Е. Корш, В. Ф. Миллер, академик Ф. И. Буслаев. Когда Владимир учился на третьем курсе, он с друзьями часто бывал на собраниях у В. Миллера, которые проводились на квартире профессора в Машковом переулке. На этих встречах студенты и их преподаватель вели беседы на этнографические темы. По словам Добровольского, эти дискуссии всегда подвигали его к самостоятельной работе по вопросам этнографии.
Скопив денег, после окончания третьего курса Добровольский отправился в первую этнографическую экспедицию в Орловскую губернию, на родину отца. Все лето он объезжал окрестности, собирая этнографический материал: приметы, поговорки — записывал «живую» народную речь, заносил в блокнот описания народных праздников, порядок проведения вечеринок, делал пометки об особенностях народных костюмов крестьян. По итогам экспедиции он составил рукописный сборник «Песни Орловской губернии Дмитровского уезда», за который был награждён малой серебряной медалью Русского имперского географического общества.
В 1880 году Владимир Николаевич окончил университет и получил назначение в Смоленск: был направлен учителем литературы, логики и истории в Смоленскую Мариинскую женскую гимназию. Там он проработал два года, но вынужден был по состоянию здоровья оставить службу.
На четвёртом курсе женился на Евдокии Вишневской. Сначала молодые жили в Красносвятском, но в 1887 году переехали в Даньково. Все заботы по дому взяла на себя Евдокия Тимофеевна, чтобы муж мог все свободное время заниматься наукой. За десять лет Добровольский объездил всю Смоленскую губернию. Результатом этого стали научные труды «Смоленский этнографический сборник» (в четырёх частях) и «Смоленский областной словарь». Им была написана статья о звукоподражаниях в народном языке, позже опубликованная в «Этнографическом обозрении». В некоторых экспедициях по деревням Добровольского сопровождал Николай Бер. Он записывал мелодии песен, тексты которых заносил в свой блокнот Владимир Николаевич.
В середине 1880-х годов Добровольский представил рукопись первого тома «Смоленского этнографического сборника» в Географическое общество. Труд был оценен по достоинству, и Владимира Николаевича избрали членом-сотрудником общества. В 1894 году увидели свет ещё два тома, а в 1903-м был напечатан последний том этнографического сборника. Он был посвящён учителю и наставнику Владимира Николаевича В. Миллеру.
После смерти жены (март 1920 года) Добровольский отправился с сыном Алексеем из Смоленска в Даньково. В пути был застрелен неизвестными. Был похоронен недалеко от Данькова.

## Сочинения
- Смоленский этнографический сборник: Ч. 3. : Пословицы . - 137 c., 1894.